# كأس كتالونيا
كأس كاتالونيا بطولة لكرة القدم رسميه من الاتحاد الاسباني تقام في منطقة إقليم كاتالونيا ذاتية الحكم التابعة لمملكة إسبانيا، وعلى أساس خروج المغلوب وهي امتداد لبطولة دوري كاتالونيا التي توقفت في العام 1940 نتيجة حظرها من قبل نظام فرانشيسكو فرانكو أثناء الحرب الأهلية في إسبانيا وحالة الاضطهاد الذي عانى منة أبناء إقليم كاتالونيا من قبل ذلك النظام، البطولة عادت مجددًا لكن تحت مسمى آخر في عام 1984 وكان اسمها كأس الحكومة ، وخلال النسخ الخمسة الأولى حظر مشاركة فرق الدرجة الأولى والثانية الإسبانية بها، لكن واعتبارًا من موسم 89/ 90 أصبحت المشاركة لجميع فرق إقليم كاتلونيا بما فيها نادي برشلونة ونادي إسبانيول، في عام 1993 أصبح اسم البطولة كأس كاتالونيا، لكن رغم مشاركة نادي برشلونة ونادي إسبانيول لم تحظ تلك المسابقة بأهمية عند كلا الفريقين اللذان غالبًا ما يشاركان في البطولة بالفريق الثاني.
نظام البطولة
تُقام البطولة بنظام الأدوار الإقصائية، حيث تبدأ من دور الـ16 وتستمر حتى المباراة النهائية. تشارك جميع الأندية الكتالونية، بما في ذلك فرق الدرجة الأولى والدرجات الأدنى، حيث تُلعب المباريات بنظام الذهاب والإياب، وتُقام المباراة النهائية على ملعب محايد.
النسخة الحالية (2024–2025)
في موسم 2024–2025، بدأت البطولة بمباريات دور الـ16 في 15 يناير 2025، حيث التقى فريق سيردانيولا ديل فاييس مع فريق جيمناستيك تاراغونا. تُستكمل المباريات في مراحل لاحقة، بما في ذلك ربع النهائي ونصف النهائي، حيث يلتقي برشلونة مع إسبانيول في نصف النهائي يوم الأربعاء 19 مارس 2025. الفائز من هذه المباراة سيتأهل لملاقاة الفائز من مباراة جيرونا ضد أندروا في النهائي.

## السجل الذهبي
| النادي         | عدد الألقاب |
| -------------- | ----------- |
| نادي برشلونة   | 8           |
| إسبانيول       | 6           |
| نادي أوروبا    | 3           |
| مانريسا        | 2           |
| نادي لوريت     | 2           |
| نادي تيريسا    | 2           |
| نادي خيمناستيك | 2           |
| برشلونة سي     | 1           |
| بلانيس         | 1           |
| بلاموس         | 1           |
| اندورا         | 1           |
| بلاغور         | 1           |
| سانت اندرو     | 1           |
| المجموع        | 31          |